# Олхон
Олхон (на руски: Ольхон; на бурятски: Ойхон арал) е най-големият остров в езерото Байкал, Русия. Със своята площ от 730 km² е третият по големина остров в света, намиращ се в езеро.

## География
Дължината на острова е 72 km, а ширината около 15 km. От западната част на острова преминава проток, който отделя острова от сушата и образува т.нар. Малое море (Малкото море). Недалеч от външната източна част на острова се намира най-дълбоката точка в Байкал – 1637 m.
На острова има разнообразен релеф. Тук има и степни равнини с широки заливи, удобни за плаж през лятото. Островът е достатъчно голям да има свои собствени езера. Тук има и истинска сибирска тайга с гъсти гори, както и дори малка пустиня. Средногодишните валежи са ниски – около 240 mm. Най-високата точка на острова е връх Ижимей – 1274 m.
Територията на Олхон и съседните му острови влиза в състава на Прибайкалския национален парк.

## Население
Постоянното население на острова е около 1500 души, предимно буряти. Населените места са 5, като Хужир е най-голямото с 1230 жители (2007). Основният поминък са риболовството и земеделието.
До острова се достига чрез фериботна връзка, а през зимата когато езерото замръзне и чрез автомобили.

## Галерия
- Фериботът за Олхон.
- Скалата Шаманка близо до Хужир.
- Пристанището на Хужир.
- Изглед от Олхон.
- Остров Крокодил близо до бреговете на Олхон.
- Главният шаман на острова – Валентин Хагдаев.